# Сосије Мизенски
Сосије (око 275. – 19. септембар 305.) је ранохришћански мученик из Мизена, ђакон. 
Свети Сосије је био ђакон у Мизену, важној поморској бази Римског царства која се налазила у Напуљском заливу. Страдао је заједно са светим Јануаријем у Поцуолију, за време прогона под царем Диоклецијаном.

## Традиција
Традиција сачувана у Ати Болоњези говори да је за време Диоклецијанових прогона хришћана свети Јануарије, епископ Беневента, напустио је своју столицу и пребегао у град Поцуоли. Међутим, његово присуство постало је познато хришћанима тих крајева, а свети Јануарије успоставио је контакта са светим Сосијем, који је био ђакон у Мизену, а такође и са ђаконом Фестом и чтецем Дезидеријем.
Предање каже да је свети Јануарије, док је био са Сосијем, који се школовао за свештеника, предвидео своју смрт у тренутку када је угледао јарко црвену боју и голуба како му лебди над главом док је читао Свето писмо за време службе.
Власти су убрзо сазнале да је Сосије хришћанин, а судија Драгонтије га је осудио на смрт од дивљих медведа у локалном амфитеатру. Свети Јануарије, Фест и Дезидерије, сазнавши за хапшење светог Сосија,  посетили су га у затвору у рудницима сумпора у Поцуолију, у близини вулкана Солфатара.
Власти су откриле да су сви они били хришћани, због чега су  и њих ухватили и осудили на смрт, бацивши их у амфитеатар са дивљим животињама. Али, како каже савременик, „...када су животиње приступиле светима, легле су пред њихове ноге и одбиле да им науде“. Тада су сви свети, заједно са Сосијем, били посечени.
Ђакон Прокло из Поцуолија и мирјани Евтихије и Акутије протестовали су против ове пресуде, док су остали приступили извршењу. Због тога су и они били посечени у близини вулкана Солфатара 19. септембра 305. године.

## Поштовање
Посмртни остаци светитеља у почетку су остали у Мизену. Након што су град уништили Сарацени, његово становништво се преселило у новоосновани град Фратамађоре. Мештани Мизена пренели су поштовање светитеља на ново место, али мошти светитеља нису понели са собом. Бенедиктинци су у Мизену пронашли мошти светитеља и пренели их у манастир Светих Северина и Сосија у Напуљу. Јован Ђакон је 910. године написао житије Светог Јануарија и његових сапутника, у коме је описао пренос моштију у поменути манастир.
Одатле се поштовање проширило на разне делове Лација и Кампаније, па чак и у Африку. Због затварања манастира од стране Наполеона, свете мошти су пренете у Фратамађоре и смештене у базилику посвећену Светом Сосију.
У различите дане се помињу светитеља: Св. Јануарије – 19. септембар, Св. Феста и Дезидерије – 7. септембар Св. Сосија – 23. септембар Св. Прокло, Евтихије и Аквитије – 18. октобра.